# Autoexec.bat
AUTOEXEC.BAT es el nombre de un archivo de sistema originario del sistema operativo MS-DOS, se trata de un archivo de procesamiento por lotes, de texto simple, localizado en el directorio raíz del disco de arranque.
Su nombre deriva de una contracción de la locución inglesa AUTOmatic EXECution ("ejecución automática"), y alude a su cometido de reunir ciertos comandos que serán ejecutados automáticamente al iniciarse el sistema.

## Uso
El archivo AUTOEXEC.BAT se utiliza en MS-DOS y Windows 3.x (que corre bajo MS-DOS), que hace uso de él para cargar controladores y establecer variables de entorno. Asimismo, posteriores versiones de Microsoft Windows, como Windows 95, Windows 98 y Windows Me mantenían su funcionalidad por razones prácticas de compatibilidad con el software anterior. 
El archivo se ejecuta una vez que el sistema operativo ha arrancado y después de que el fichero CONFIG.SYS haya sido procesado. En Windows, esto ocurre antes de que el entorno gráfico sea lanzado.
AUTOEXEC.BAT se utiliza principalmente para definir variables de entorno, como las asociadas al teclado, la tarjeta de sonido, la impresora y otros dispositivos. También se emplea para lanzar ciertos servicios y utilidades del sistema que operan a bajo nivel, como por ejemplo:
- Antivirus
- Caché de disco (a cargo del programa SMARTDRV.EXE)
- Controladores de dispositivos (drivers)

Las aplicaciones que se ejecutan en el entorno de Windows, desde su carga, se recogen en el registro de Windows.
Las líneas precedidas por la cadena «REM» son observaciones y no funcionan como parte del AUTOEXEC.BAT. Las líneas con «REM» se usan como comentarios o para inhabilitar drivers de dispositivos (por ej. CD-ROM).
En las últimas versiones de DOS, el AUTOEXEC.BAT, al igual que el CONFIG.SYS, podían estructurarse de manera que al iniciar la máquina, pudiesen escogerse distintas configuraciones y procesos a ejecutar, mediante un menú, en función de las necesidades del usuario, con el fin de aprovechar al máximo los recursos.

## Windows NT
En Windows NT y sus derivados, Windows 2000 y Windows XP, el fichero equivalente se llama AUTOEXEC.NT y se encuentra en el directorio %SystemRoot%\system32. Este fichero no se usa durante el proceso de carga del sistema operativo, sino que se ejecuta cuando se inicia el entorno MS-DOS, lo que ocurre cuando se carga una aplicación de MS-DOS.
Puede encontrarse ocasionalmente el fichero AUTOEXEC.BAT en Windows NT, en el directorio raíz del dispositivo de arranque. Windows solamente considera las declaraciones «SET» que contiene, para definir las variables de entorno globales para todos los usuarios. Fijar las variables de entorno mediante este archivo puede ser interesante si por ejemplo MS-DOS también se inicia desde la misma partición (esto requiere que la partición sea FAT) o para guardar las variables a lo largo de una reinstalación. Éste es un uso exótico hoy en día, ya que este archivo permanece casi siempre vacío. El applet TweakUI de la colección de the PowerToys permite controlar esta característica (analizar AUTOEXEC.BAT al conectar).
Cabe mencionar que Windows XP no incluye soporte para MS-DOS, tanto el archivo AUTOEXEC.BAT como el archivo CONFIG.SYS han dejado de ser procesados. Cualquier modificación en las variables de entorno deberá hacerse a través de las Propiedades de Mi PC, accediendo a la pestaña "Opciones Avanzadas" y haciendo clic en el botón "Variables de entorno". Desde esa ventana es posible modificar las variables existentes Path y Temp, o definir otras nuevas por parte del usuario.